# Ecuația lui Laplace
Ecuația lui Laplace este o ecuație cu derivate parțiale de ordinul II, utilizată în numeroase domenii științifice: mecanica fluidelor, astronomie, electrostatică, termodinamică, difuzie, mișcare browniană, mecanică cuantică etc. Poartă numele celebrului matematician și astronom francez Pierre-Simon Laplace (1749-1827), care a pus în evidență proprietățile acestei ecuații în studiul câmpului gravitațional.
În spațiul euclidian tridimensional ecuația lui Laplace (în coordonate carteziene) are forma: 
Problema matematică constă în găsirea tuturor funcțiilor reale {\displaystyle \psi (x,y,z)} care verifică această ecuație pentru anumite condiții la limită impuse.
Folosind operatorul laplacian, ecuația poate fi scrisă sub forma compactă:
În spațiul euclidian bidimensional, ecuația lui Laplace ia forma:
Se poate demonstra că orice funcție olomorfă este o soluție a ecuației Laplace bidimensionale, atât pentru partea reală cât și pentru partea imaginară a funcției respective.
Ulterior, ecuația lui Laplace a fost utilizată și în alte domenii științifice. Astfel, Simeon Denis Poisson, într-un memoriu din 1813  a extins aplicarea ecuației lui Laplace la câmpul electrostatic produs de o sarcină electrică, enunțând relația cunoscută în prezent ca ecuația lui Poisson⁠(d):
în care membrul din dreapta este o funcție dată {\displaystyle f(x,y,z)}.